# C2H4BrNO
化学式C2H4BrNO（摩尔质量：137.96 g/mol）可能指：
- 溴乙酰胺，CAS号：683-57-8
- N-溴代乙酰胺，CAS号：79-15-2

|  | 这个同类索引页列出了具有相同分子式的化学物（即同分異構體）条目。 除非您是有意链接至本页，否则应将相应条目的内部链接指向正确的条目。 |